# Anemopaegma glaucum
Anemopaegma glaucum es una especie botánica de planta medicinal nativa de Bolivia, Paraguay, y de la vegetación de Caatinga y del Cerrado,  en Brasil.
Esta sp. es citada en Flora Brasiliensis  por Carl Friedrich Philipp von Martius.

## Taxonomía
Anemopaegma glaucum fue descrita por Mart. ex DC.  y publicado en Prodromus Systematis Naturalis Regni Vegetabilis 9: 188. 1845. La especie tipo es:
Sinonimia
- Anemopaegma glaucum var. pubescens Bureau, 1896
- Anemopaegma glaucum var. lanceifolia Bureau & K. Schum.
- Anemopaegma glaucum var. triplinervia Bureau & K. Schum.
- Anemopaegma glaucum var. typus Bureau & K. Schum.
- Anemopaegma lanceifolium DC.
- Anemopaegma lanceifolium var. puberum DC.
- Anemopaegma triplinervium Mart. ex DC. [2][3][4]